# Idesbalde de Baudequin de Peuthy
Idesbalde Aybert Joseph de Baudequin de Peuthy (15 mei 1744 - Peutie, 5 juli 1830) was een Zuid-Nederlands edelman.

## Levensloop
De familie De Baudequin bezat titels van adelsverheffing sinds 1589.
Idesbalde Baudequin was een zoon van Charles Baudequin, heer van Peutie, Batenborg, Huldenberg en van Marie-Ange d'Eynatten. Hij trouwde in 1772 met Gabrielle de Croix. Ze kregen een zoon, Théodore de Baudequin de Peuthy d'Huldenberghe, en een dochter.
Onder het ancien régime was Idesbalde Baudequin lid van de edelen in de Staten van Brabant.
In 1816 verkreeg hij, samen met zijn zoon, erkenning in de erfelijke adel met de titel van baron, overdraagbaar bij eerstgeboorte. Hij werd tevens tot lid benoemd van de Ridderschap van de provincie Zuid-Brabant.
De erkenning van de zoon, samen met de vader, lijkt eerder uitzonderlijk, zo niet verwonderlijk, want door de erkenning van de erfelijke adel van de vader, was de zoon hiervan automatisch de begunstigde.
Theodore doorliep voornamelijk een parlementaire loopbaan onder het koninkrijk België. Hij was getrouwd met Philippine de Haultepenne, maar ze bleven kinderloos. Zijn dood in 1863 betekende dan ook het einde van dit geslacht.
Idesbalde bewoonde het kasteel Batenborch bij Peutie. Zijn zoon Théodore ging in het kasteel van Huldenberg wonen, dat hij na een brand herbouwde.